# Autodefensas Unidas de Colombia
Le Autodefensas Unidas de Colombia (lett. "Autodifese Unite della Colombia" o anche AUC) sono stati un insieme di gruppi paramilitari colombiani riunitosi in un'unica organizzazione nell'aprile del 1997.
Le stesse AUC hanno ammesso in passato di avere l'autorità su quasi tutti i gruppi paramilitari colombiani e l'appoggio, diretto o indiretto, di quelle fazioni ritenute ancora indipendenti. È stato stimato che si serva di almeno 20.000 militanti. Le AUC sono considerate un'organizzazione di stampo terroristico da molti paesi, tra cui gli Stati Uniti e l'Unione europea.
L'AUC afferma che il suo obiettivo primario è proteggere i suoi finanziatori e sostenitori dagli insorti e dalle loro attività, tra cui il rapimento, l'omicidio e l'estorsione, per via di quella che loro definiscono debolezza dello Stato colombiano che storicamente non sarebbe mai riuscito a garantire tale protezione. L'AUC attualmente si presenta come una forza anti-insurrezionalista regionale e nazionale. Nel 2000, l'ex capo supremo dell'AUC, Carlos Castaño Gil, sostenne che il 70% dei costi operativi dell'organizzazione erano finanziati con i proventi del commercio di droga, la parte restante proveniva da "donazioni" dai suoi sponsor.

## Attività
I principali nemici dell'AUC sono i gruppi insurrezionalisti di sinistra: le FARC e l'ELN. Tutti e tre i gruppi sono presenti negli elenchi delle organizzazioni terroristiche dell'Unione europea e sono classificati come organizzazione terroristica estera dal Dipartimento di Stato degli Stati Uniti d'America. Quest'ultimo ha aggiunto l'AUC al suo elenco nel 2001, condannandolo per massacri, torture e altri abusi dei diritti umani.
Secondo la polizia nazionale colombiana, nei primi 10 mesi del 2000, l'AUC eseguì 804 assassinii, 20 sequestri di persona e 75 massacri con 507 vittime. L'AUC sostiene che le vittime furono principalmente guerriglieri o loro simpatizzanti. Le tattiche di combattimento consistono di operazioni convenzionali e di guerriglia contro unità delle principali forze di insorti. Gli scontri dell'AUC con unità dell'esercito e della polizia sono in aumento, anche se il gruppo tradizionalmente ha evitato le forze di sicurezza del governo.
Un rapporto del gennaio 2005 dell'Alto Commissariato dell'ONU per i diritti umani, affermava che, durante il 2004, "l'AUC è stato responsabile per 342 casi di violazione della cessazione delle ostilità. Queste comprendono il presunto reintegro nelle proprie file di personale smobilitato, massacri, trasferimenti forzati, omicidi selettivi e sistematici, sequestri di persone, stupri, sparizioni, minacce, intimidazioni e saccheggi. Queste azioni si sono svolte in 11 dipartimenti e hanno preso di mira la popolazione civile, in molti casi le comunità indigene."
Alcuni analisti e rapporti recenti di Human Rights Watch sostengono che numerosi elementi all'interno dell'esercito e della polizia colombiani hanno collaborato con locali gruppi paramilitari dell'AUC e continuano a tollerarli. Diversi di questi analisti possono concedere che ci sia stata una notevole riduzione di questi comportamenti negli anni recenti, e che sono stati aumentati i tentativi di combattere l'influenza dei paramilitari, ma molti considerano che ancora molto deve essere fatto e restano quindi molto critici sulla situazione.
Sotto il comando di Salvatore Mancuso la AUC mantiene stretti contatti con le famiglie calabresi della 'Ndrangheta coinvolte nel traffico di cocaina.

## 2003-2004: primi tentativi di negoziazione
Recentemente, dopo la dichiarazione di un cessate il fuoco (che in pratica sia l'AUC che il governo hanno dichiarato pubblicamente essere parziale, risultando in una riduzione ma non nella cessazione delle uccisioni), il governo del presidente colombiano Álvaro Uribe Vélez ha avviato dei colloqui con il gruppo, che mirano a giungere allo smantellamento dell'organizzazione e alla reintegrazione dei suoi membri nella società. La scadenza dichiarata per il completamento del processo di smobilitazione venne inizialmente fissata al dicembre 2005, ma venne in seguito prorogata al febbraio 2006. Dal 2003 al 3 febbraio 2006, circa 17.000 dei 20.000 combattenti dell'AUC hanno consegnato le loro armi. Questa cifra è più che doppia rispetto a quella inizialmente stimata dal governo prima dell'inizio dei negoziati.
Venne resa pubblica una proposta di legge che offriva il perdono ai membri di qualsiasi gruppo armato illegale (il che avrebbe legalmente incluso sia guerriglieri che paramilitari), dichiarava un cessate il fuoco e avviava negoziati con il governo; principalmente in cambio della verificata smobilitazione, del concentramento di tali gruppi in una determinata area geografica e della riparazione simbolica delle offese commesse contro le vittime delle loro azioni. Dopo molte discussioni e controversie, venne distribuita ai media e ai circoli politici una versione ulteriormente rivista. Questo nuovo progetto non venne sottoposto ufficialmente all'approvazione del Congresso della Colombia e proseguirono ulteriori discussioni sulla questione.
La proposta di legge, tra le altre cose, chiedeva la creazione di un "tribunale della verità", composto da tre a cinque membri, che avrebbe studiato ogni caso presentatogli (su richiesta del presidente), dopo che i gruppi/individui avessero firmato un accordo per il rispetto delle leggi umanitarie internazionali e accettato l'autorità del tribunale, in cambio di una sentenza minima da cinque a dieci anni (parte dei quali potevano essere scontati fuori dalla prigione) per i colpevoli dei crimini più gravi, della confessione dei crimini commessi in connessione alle attività illegali dei gruppi armati, e del completamento di atti concreti di riparazione nei confronti delle vittime.
Se il tribunale avesse negato i benefici a qualcuno, non ci sarebbe stata possibilità di riconsiderazione. Comunque, il presidente sarebbe stato in grado di porre il veto su individui che avessero ricevuto una sentenza favorevole. Questa nuova bozza della proposta di legge sarebbe stata in vigore solo fino al 31 dicembre 2006.
Il portavoce di Human Rights Watch, Jose Miguel Vivanco, dichiarò pubblicamente, durante una delle audizioni finali che vennero create per discutere aspetti della proposta originale (della quale rimase altamente critico), che le nuove proposte sembravano a prima vista essere considerevolmente più in linea con gli standard internazionali, ma che doveva essere fatto di più per poter risolvere completamente la questione.
In contrasto a questi sforzi, Salvatore Mancuso Gómez, uno dei principali comandanti delle AUC, espresse pubblicamente di essere contro qualsiasi potenziale estradizione della sua persona (e dei suoi "compagni d'arme") verso gli USA e si rifiutò di "passare anche un solo giorno in prigione".
Ci sono stati inoltre conflitti interni all'organizzazione illegale, in quanto altri leader dell'AUC si sono reciprocamente accusati di essere coinvolti nel narcotraffico e le loro truppe si sono perfino scontrate in combattimento. Queste fazioni diverse, regionali e talvolta in lotta dell'AUC, hanno reso un compito difficile concludere con successo qualsiasi iniziativa di pace.
A metà maggio del 2004, i colloqui sembrarono procedere quando il governo accettò di garantire ai capi dell'AUC e a 400 delle loro guardie del corpo un porto sicuro di 368 km² a Santa Fe de Ralito, Córdoba, dove, sotto il controllo dell'OAS, si sarebbero tenuti ulteriori colloqui, per un periodo di prova (rinnovabile) di 6 mesi. Finché i capi dell'AUC fossero rimasti in quell'area, non sarebbero stati sottoposti a mandati di arresto. Tale condizione e gran parte del circostante quadro legale erano stati implementati in precedenza per la più estesa area di San Vicente del Caguán, che l'ex presidente Andrés Pastrana aveva garantito ai guerriglieri delle FARC come porto sicuro durante il processo di pace del 1998-2002, ma con delle differenze.
Le autorità di polizia locali e statali non avrebbero lasciato la zona, poiché la legge colombiana sarebbe pienamente applicabile entro i suoi confini. I capi paramilitari necessiterebbero di un permesso speciale per lasciare la zona o rientrarvi, e i magistrati del governo avrebbero la possibilità di operare all'interno dell'area per investigare sui reati penali.

## La scomparsa di Carlos Castaño
Il capo paramilitare Carlos Mauricio Garcia, alias "Doble Cero" ("Doppio Zero") o "Rodrigo", che fin dagli anni 1980 era stato stretto collaboratore di Castaño nell'AUC, venne trovato morto il 30 maggio 2004. Egli aveva fortemente obiettato a quella che considerava una stretta relazione impropria tra l'AUC e i trafficanti di droga, e si opponeva anche ai colloqui del gruppo con il governo. "Doppio Zero" era caduto in disgrazia negli ultimi anni, cosa che lo portò a formare un suo indipendente "Bloque Metro" ("Blocco Metro"), che operò nell'area di Antioquia fino a quando fu sterminato da comandanti paramilitari rivali della corrente principale dell'AUC.
Separatamente, in eventi che restano confusi e difficili da ricostruire, il primo leader dell'AUC Carlos Castaño, divenuto relativamente isolato all'interno del movimento, subì un attentato il 16 aprile 2004, presumibilmente per mano delle sue stesse guardie del corpo, o forse da parte di gruppi paramilitari rivali. I sostituti comandanti dell'AUC sostengono di credere che ci fu un'accidentale scambio di colpi di arma da fuoco tra le sue guardie del corpo e un gruppo separato di combattenti paramilitari, ma che potrebbe ancora essere vivo e forse alla macchia.
Altre fonti indipendenti interne al gruppo o tra le sue fazioni dissidenti sostengono che Castaño e i suoi uomini vennero catturati e torturati prima di essere giustiziati e quindi seppelliti per ordine di altri personaggi di spicco dell'AUC (forse suo fratello Vicente Castaño e/o un altro comandante soprannominato "Don Berna"), che erano diventati sempre più vicini ai narcotrafficanti e ai loro commerci. Gli investigatori colombiani trovarono una sepoltura improvvisata e un corpo non identificato (ma apparentemente non quello di Castaño) nelle vicinanze dell'area in cui si presume si svolsero i fatti. Le medesime fonti affermano che i cadaveri di Castaño e degli altri suoi compagni siano stati dissotterrati e nascosti in una località diversa prima dell'arrivo delle forze di investigazione.
È stato ipotizzato dalla stampa colombiana e internazionale che questo episodio possa essere un duro colpo al processo di pace, poiché Castaño sembrava essere diventato molto critico riguardo al crescente coinvolgimento del movimento con i narcotrafficanti nel corso degli ultimi anni e, al contrario, più propenso a trattare con lo stato colombiano, mentre gli altri leader militari delle AUC (come Mancuso e "Don Berna") sembrano mostrare una scarsa propensione per una trattativa con il governo di Uribe.
La morte di Carlos Castaño rimane ancora soggetto di diverse e anche fantasiose speculazioni. La più eclatante di queste (risalente al 1º giugno 2004), sostiene che secondo fonti diplomatiche Castaño sarebbe stato trasferito in Israele, via Panama, con un'operazione sotto copertura patrocinata dagli Stati Uniti. Tuttavia nessuna prova evidente è stata mai fornita riguardo alla veridicità di questa ipotesi. Sia gli Stati Uniti che Israele e la stessa Colombia negano ogni loro coinvolgimento e non esistono altre conferme da fonti alternative.

## Possibili attività paramilitari in Venezuela
Agli inizi del maggio 2004, le autorità venezuelane hanno arrestato almeno un centinaio di appartenenti a gruppi paramilitari colombiani accusandoli di preparare, insieme all'opposizione venezuelana, una serie di attacchi contro alcune postazioni militari di Caracas, mirando al rovesciamento del Presidente venezuelano Hugo Chávez.
L'AUC ha ufficialmente negato qualsiasi attribuzione in merito. Il presidente colombiano Álvaro Uribe si è personalmente congratulato con il Presidente venezuelano per l'operazione chiedendo di collaborare nelle attività investigative, dal canto suo il Presidente Chávez ha dichiarato di non credere che ci sia alcuna implicazione di Uribe con le operazioni dei gruppi paramilitari, per i quali egli ha puntato il dito contro elementi all'interno delle oligarchie di Miami e Bogotà, e accusando alcuni alti ufficiali statunitensi e colombiani, i quali hanno negato qualsiasi imputazione a loro carico.
Il Vice-Presidenter colombiano Francisco Santos Calderón ha aggiunto che spera che il governo venezuelano possa conseguire gli stessi successi nelle sue attività contro le cellule dei FARC e dell'ELN presenti in Venezuela. L'opposizione venezuelana ha denunciato le operazioni come uno specchietto per le allodole del presidente Chávez mirante a interferire con l'approvazione del decreto per l'istituzione del referendum in programma in quello stesso anno che minacciava di destituirlo dal suo incarico.

## Tardo 2004: smobilitazioni
Nel novembre 2004, la Corte Suprema colombiana ha approvato l'estradizione dei principali leader politici del movimento Salvatore Mancuso Gómez e Carlos Castaño, insieme al comandante della guerriglia Simón Trinidad, l'unico dei tre a trovarsi sotto custodia (l'estradizione di Castaño è stata approvata poiché per la Corte la questione della sua presunta morte non è affatto chiara e provata).
La Corte ha stabilito che le tre richieste di estradizione, tutte per l'accusa di traffico di droga e riciclaggio di denaro sporco, da parte degli Stati Uniti erano conformi alle leggi in oggetto nello stato colombiano e quindi potevano essere accettate, dietro approvazione della presidente colombiano.
La stampa colombiana ha ipotizzato che il governo avrebbe dato l'approvazione all'estradizione di Salvatore Mancuso, cercando tuttavia di ritardarla per via delle trattative di pace che quest'ultimo ed i suoi compagni stavano intavolando con il governo. Mancuso stesso avrebbe dichiarato la sua intenzione a continuare le trattative a dispetto del decreto della Corte Suprema.
Dagli inizi di dicembre e alla fine di novembre si sono susseguiti alcuni eventi che hanno influito enormemente con i negoziati di pace della AUC. In primo luogo, diverse centinaia di combattenti del Bloque Bananero (liberamente tradotto in Blocco dei produttori di banane) hanno consegnato le armi e hanno smobilitato i loro gruppi tornando a far parte della società civile. Questi gruppi armati operavano nella regione di Uraba nella Antioquia settentrionale, dove l'AUC aveva scacciato le armate della FARC ottenendo il controllo totale del territorio intorno alla metà degli anni novanta. Con lo scopo di impedire il ritorno della FARC alcune divisioni della AUC sono rimaste a presidiare la zona.
Alcune settimane dopo questa iniziativa il Blocco Catatumbo si smobilitò. Questo evento fu una pietra miliare nella storia della Colombia, in quanto, con i suoi 1425 mercenari, questo blocco era uno dei più importanti appartenenti all'AUC in Colombia. Con essi, Salvatore Mancuso, il leader militare dell'AUC, si costituì. Pochi giorni più tardi, il Governo annunciò che non si sarebbe dato seguito alla estrazione di Mancuso, purché egli evitasse, per il futuro, attività criminali e continuasse ad adoperarsi nel corso del processo di pace.
Queste due smobilitazioni apparvero subito come migliori rispetto alla prima, nel 2003, in Medellin, perché in questa occasione furono degli importanti leader a costituirsi e le armi riconsegnate erano fucili da assalto, mitragliatrici, lanciagranate e missili, a differenza delle vecchie armi da sparo fatte in casa e dei revolver inutilizzabili che erano stati riconsegnati in occasione della prima smobilitazione. La AUC avrebbe dovuto essere smobilitata completamente entro il 2006

## 2005: cornice legale e controversie
Molti osservatori colombiani ed internazionali sono scettici in quanto all'avvenire della smobilitazione e vedono molte ragioni per muovere censure. Una preoccupazione condivisa da un buon numero di critici, sia all'interno dello Stato sia al suo esterno, è che il processo di smobilitazione, se non offre anche una cornice legale che contempli la giusta dose di verità, riparazioni e giustizia, potrebbe consentire a persone, che hanno compiuto dei crimini contro i diritti umani, di godere di un grado d'impunità non dovuto per i loro delitti. Un differente ordine di preoccupazioni è comune ad alcuni fautori del processo di smobilitazione, alcuni dei quali credono che, senza un certo grado di consenso da parte dei paramilitari medesimi, tentativi unilaterali di ridurre l'impunità potrebbero rimanere lettera morta. Un numero inferiore di critici ha anche espresso il timore che l'amministrazione attuale potrebbe integrare i membri dell'AUC all'interno delle proprie milizie difensive o di altre strutture militari.
Portavoce sia dell'Esercito sia del Governo hanno, in più di un'occasione, ribadito che non v'è alcun'intenzione di integrare l'AUC all'interno dell'apparato di sicurezza dello Stato. Mentre, per il momento, non è stato presentato alcun documento che provi che ciò è accaduto, vi sono stati alcuni paramilitari che hanno mostrato interesse per l'arruolamento (o la formazione) in compagnie di sicurezza private, nelle aree che, prima, erano sotto il loro controllo ed influenza, al fine di evitare possibili scorrerie di guerriglieri.
Il dibattito intorno all'argomento di una potenziale impunità è stato al centro dell'attenzione sia sui media Colombiani che internazionali, con delle critiche espresse negli editoriali dei Chicago Tribune e New York Times, in aggiunta a molti sfoghi Colombiani. Il cavallo di battaglia di molti editoriali è stato che la comunità internazionale non dovrebbe aiutare a finanziare il processo di smobilitazione, fintanto che non sia in vigore un'opportuna cornice legale, che serva a minimizzare l'impunità. Questa posizione è stata fatta propria anche dai rappresentanti della comunità internazionale, nel corso della conferenza dei donatori di Cartagena del febbraio del 2005.
Dopo molte discussioni pubbliche e private dalla metà del 2004 all'inizio del 2005, un buon numero di membri del Congresso Colombiani, inclusi i Senatori Rafael Pardo e Gina Parody (tradizionalmente, su posizioni pro-governative) e Wilson Borja (un ex-leader della sinistra laburista che è sopravvissuto ad un attentato da parte dei paramilitari nel 2000) fra gli altri, hanno presentato, indipendentemente, un disegno di legge trasversale ai partiti che, secondo le organizzazioni non governative (Human Rights Watch compreso), costituisce un miglioramento sostanziale (paragonato alle iniziative governative precedenti) nel venire incontro alle condizioni necessarie per smantellare adeguatamente il fenomeno paramilitare e ridurre l'impunità. Fra questi settori, c'è quello che pare essere un vasto consenso al disegno di legge.
Le discussioni del Congresso Colombiano in materia sarebbero dovute iniziare il 15 febbraio 2005, ma hanno sofferto diversi ritardi. Al disegno di legge presentato dal Governo sono stati, gradualmente ed apparentemente, incorporate diverse previsioni della proposta di Pardo, Parody e Borja, ma restava ancora del dissenso, che avrebbe portato ad un dibattito ulteriore sull'argomento. Fra l'altro, anche altri Membri del Congresso, fra cui i fautori del Governo, hanno cominciato a presentare le proprie proposte di legge.
Il 23 febbraio, i più alti leader dell'AUC hanno pubblicato un documento online sulla propria pagina internet, nel quale  affermano che non accetteranno di sottoporsi a una cornice legale che, secondo le loro parole, li costringerebbe a sopportare un'umiliazione immeritata, che i loro avversari di sinistra, nel corso della guerriglia, non contemplano per loro stessi. Essi hanno altresì dichiarato che sono a favore di leggi che permettano ai loro combattenti di tornare alla vita civile e produttiva, in una maniera giusta, pacifica ed equa. In assenza di queste condizioni, hanno minacciato di interrompere i negoziati, preferendo "combattere e morire". Un comunicato governativo ha risposto che l'AUC non dovrebbe fare pressioni sul Congresso, sui media e sull'Esecutivo, sull'argomento della cornice legale, e che avrebbe avuto cinque giorni per abbandonare la zona di Ralito, se avessero deciso di abbandonare la conferenza di pace. L'AUC, successivamente, ha ridotto i toni dei propri proclami.
L'11 aprile, un portavoce dall'AUC ha ripetuto i propri reclami che la proposta attuale di amnistia è troppo dura, perché permette l'estradizione per crimini in materia di droga.

## Cultura di massa

### Filmografia
- La Sierra - Prodotto e diretto da Scott Dalton e Margarita Martinez.[12]
- La Santa - Viaggio nella 'ndrangheta sconosciuta - Ruben H. Oliva ed Enrico Fierro, ed. Rizzoli, ottobre 2007